# Skylanders: Spyro’s Adventure
Skylanders: Spyro's Adventure – komputerowa gra akcji wyprodukowana przez studio Toys For Bob i wydana przez Activision w 2011 roku. Wersję na Nintendo 3DS opracowało studio Vicarious Visions, natomiast wersję na przeglądarki internetowe, iPhone'a i iPada stworzyło Frima Studio. Gra nie należy do serii Spyro the Dragon, a premierę miała 12 października 2011 roku. 21 października 2012 roku ukazał się jej sequel pod nazwą Skylanders: Giants.